# ジョン・ネヴィル (俳優)
ジョン・ネヴィル（John Neville,  1925年5月2日 - 2011年11月19日）は、イギリス出身の俳優である。

## 来歴
1925年、イギリスロンドンに生まれる。イギリスの男子校で教育を受け、その後イギリス海軍へ従軍。退役後は王立演劇学校で演劇を学び、俳優活動をスタートさせた。徐々に舞台で役者としての頭角を現し、ロンドンにある劇場オールド・ヴィック・シアターが主催する劇団の正式メンバーとなり、シェイクスピア劇の『ロミオとジュリエット』や『リチャード二世』などの演目への出演で注目を集めた。1961年にはノッティンガムを拠点とする劇団Nottingham Playhouseへ移籍し、そこでも舞台俳優としての功績を残した。
1972年には活動の場を広げるために、家族と共にカナダへ移住。1973年にはエドモントンにある劇場で芸術監督に就任し、1978年までの5年間同役を務めた。それ以降も、テレビドラマや映画で役者活動を続ける傍ら、芸術監督としてNeptune Theatreなどの劇場で芸術監督として働いた。1988年にテリー・ギリアムが監督した『バロン』で、タイトルロールでもあるバロン・ミュンヒハウゼンを好演。同作品でも注目され、アメリカの作品にも多く出演するようになる。日本でも特にドラマシリーズ『Xファイル』での影のあるシンジケートメンバーの一人としても知られている。それ以降も様々な役柄で多くの作品へ出演し、俳優としての地位を確立した。

### 私生活
1949年にCaroline Nevilleと結婚し、二人の間には6人の子供が生まれた。
晩年はアルツハイマー型認知症を患っており、カナダのトロントで暮らしていた。そして2011年11月19日に、自宅で死去。86歳だった。

## 出演作品

### 映画
- Mrs. Dot (1950) ※テレビ映画
- ヴェローナの二紳士 The Two Gentlemen of Verona (1952) ※テレビ映画
- オスカー・ワイルド Oscar Wilde (1960)
- Mr. トパーズ Mr. Topaze (1961)
- バレット家の秘密 The Barretts of Wimpole Street (1961)
- 奴隷戦艦 Billy Budd (1962)
- 宇宙から来た女 Unearthly Stranger (1964)
- A Study in Terror (1965)
- 勇将ジェラールの冒険 The Adventures of Gerard (1970)
- Boswell's Life of Johnson (1971)
- リエル Riel (1979) ※テレビ映画
- バロン The Adventures of Baron Munchausen (1988)
- 地底探検 Journey to the Center of the Earth (1993) ※テレビ映画
- Dieppe (1993) ※テレビ映画
- 赤ちゃんのおでかけ Baby's Day Out (1994)
- ケロッグ博士 The Road to Wellville (1994)
- 若草物語 Little Women (1994)
- デンジャラス・マインド/卒業の日まで Dangerous Minds (1995)
- The Song Spinner (1995) ※テレビ映画
- スワン Swann (1996)
- ハイスクール・ハイ High School High (1996)
- サボタージュ Sabotage (1996)
- フィフス・エレメント The Fifth Element (1997)
- Regeneration (1997)
- Time to Say Goodbye? (1997)
- Shadow Zone: My Teacher Ate My Homework (1997)
- クローン・デイ/J-2.0 Johnny 2.0 (1997) ※テレビ映画
- パトリシア・アークエットのグッバイラバー Goodbye Lover (1998)
- Xファイル・ザ・ムービー The X Files (1998)
- ルール Urban Legend (1998)
- Water Damage (1999)
- 太陽の雫 Sunshine (1999)
- 犬いなる遺産 The Duke (1999)
- Dinner at Fred's (1999)
- Bonhoeffer: Agent of Grace (2000)
- Custody of the Heart (2000) ※テレビ映画
- サラ・ミシェル・ゲラーのハーバード アクシデント Harvard Man (2001)
- The Stork Derby (2002)
- Trudeau (2002) ※テレビ映画
- 狼とアーロン少年 Time of the Wolf (2002)
- スパイダー/少年は蜘蛛にキスをする Spider (2002)
- クライム&パニッシュメント Crime and Punishment (2002)
- 微笑みに出逢う街角 Between Strangers (2002)
- Escape from the Newsroom (2002) ※テレビ映画
- クリープゾーン/マインド・コントロール Control Factor (2003) ※テレビ映画
- Hollywood North (2003)
- The Statement (2003)
- White Knuckles (2004)
- 孤独な嘘 Separate Lies (2005)

### テレビドラマ
- BBC Sunday-Night Theatre (1951, 1957)
- ITV Television Playhouse (1955)
- Producers' Showcase (1957)
- The DuPont Show of the Month (1959)
- シアター625 Theatre 625 (1965)
- The Wednesday Play (1967)
- The Company of Five (1968)
- The First Churchills (1969)
- Shadows of Fear (1971)
- The Rivals of Sherlock Holmes (1971)
- Shirley's World (1971)
- プロテクター電光石火 The Protectors (1972)
- The Lives of Benjamin Franklin (1975)
- The Great Detective (1980)
- タイタンズ Titans (1981)
- E.N.G. (1992)
- アボンリーへの道 Road to Avonlea (1992)
- 新スタートレック Star Trek: The Next Generation (1993)
- Xファイル X-File (1995 - 1998)
- FXザ・シリーズ F/X: The Series (1996)
- シルバーサーファー Silver Surfer (1998)
- Witness to Yesterday (1998)
- シャーロック・ホームズの冒険 The Adventures of Shirley Holmes (1998)
- Emily of New Moon (1998, 1999)
- Amazon (1999, 2000)
- The Education of Max Bickford (2002)
- クィア・アズ・フォーク Queer as Folk (2002)
- オデッセイファイブ Odyssey 5 (2002)
- イレブンス・アワー The Eleventh Hour (2002)
- Friends and Heroes (2007)

## 参照
1. 1 2  “John Neville: Shakespearean actor and director”. 2014年8月3日閲覧。
2. ↑  http://www.theguardian.com/stage/2011/nov/21/john-neville
3. 1 2  “John Neville Biography”. 2014年8月3日閲覧。